# Personaggi di Cata e i misteri della sfera
Questa voce contiene un elenco di personaggi presenti nella telenovela Cata e i misteri della sfera.

## Principali
- Catalina "Cata" Pertichelli, interpretata da Micaela Riera e doppiata da Beatrice Caggiula. Allegra e solare, Catalina ha un rapporto molto forte con il padre, specialmente dopo la scomparsa della madre. Cata ha una personalità forte e determinata. Guardiana della sfera, ama la musica, ma non è solo una sognatrice. Affronta la vita con lucidità e grande senso di responsabilità. Si innamorerà di Damiàn.
- Damiàn, interpretato da Santiago Ramundo e doppiato da Alessandro Capra. È Il ragazzo più sveglio e popolare della scuola. Talento per la musica e lo sport. Vive da solo con il padre, perché sua madre ha dei problemi di salute. Si innamorerà a prima vista di Cata, ma essendo già Emi la sua ragazza non può stare con lei.
- Marina "Emi" Pineiro, interpretata da Macarena Paz e doppiata da Jolanda Granato. È l'antagonista di Catalina. Bella, viziata, egoista e capricciosa. È fidanzata con Damiàn e non è disposta a lasciarlo andare tra le braccia di Cata. Sembra innamorarsi di Adriàn.
- Adriàn Pertichelli, interpretato da Josè Areco e doppiato da Marco Benedetti. Clone proveniente da un mondo parallelo. Solitario e ribelle. Fa ciò che vuole senza ascoltare i consigli di Cata e del padre Nicolas e perciò si mette sempre nei guai. Dopo essersi innamorato di Emi, comincia ad essere attratto anche da altre ragazze.
- Leo Pertichelli, interpretato da Juan Areco e doppiato da Omar Maestroni. Secondo clone. Al contrario di Adrian ha un carattere molto più docile e ascolta i consigli di Cata e del padre Nicolas. È innamorato di Sofia, ricambiato.

## Personaggi secondari
- Tamara, interpretata da Julieta Bartolomè e doppiata da Giulia Franzoso. È un maschiaccio dal temperamento esplosivo. Dice sempre ciò che pensa. Ama ballare tutta la notte e giocare a calcio. Prova un misto di amore e odio verso Axel.
- Sofia, interpretata da Sofia Pachano e doppiata da Jenny De Cesarei. Imprevedibile, dall'immaginazione fervida. Amante delle stelle e del mistero, per questo vive notando “segnali” intorno a lei, ogni giorno della sua vita. Adora inventare storie. Si innamora di Leo.
- Giulietta, interpretata da Florencia Cappiello e doppiata da Martina Felli. Pensa sempre al lato negativo delle cose e per questo sembra sempre preoccupata. All'inizio sembrava innamorata di Pablo, ma poi si innamora di Lucas, il ragazzo che lavora nel bar di Juan.
- Camillo, interpretato da Federico Coates e doppiato da Alessandro Germano. Fratello maggiore di Tamara; ripetente, per questo va in classe con lei. Scrive le più belle canzoni d'amore, tanto che ascoltandole si crede che Camilo sia un romanticone. Al contrario non è molto interessato ai sentimenti personali. Pur essendo molto amico di Pablo, ha un carattere completamente diverso dal suo.
- Pablo, interpretato da Talo Silveyra e doppiato da Jacopo Calatroni. 
 Miglior amico di Camillo e fumettista; scrive spesso fumetti ispirandosi a Vicky, di cui è innamorato. Spesso durante la serie sembra che non abbia altri talenti oltre al disegno, ma si rivelerà bravo a cantare quando Vicky criticherà la sua mancanza di talento.
- Luciano, interpretato da Marco Gianoli e doppiato da Andrea Oldani. Insieme a Vicky fa da leccapiedi a Emi mettendo in atto i suoi piani e fa parte della sua squadra di danza. Dopo il rapimento di Garcia, il cane di Catalina, si affeziona a lui e viene a trovarlo di tanto in tanto. Spesso si rivolge ad Emi con il soprannome di "Regina".
- Victoria "Vicky" Campos, interpretata da Nicole Luis e doppiata da Deborah Morese. Fa parte anche lei della squadra di Emi ma più volte ha dato segni di disprezzo verso il suo carattere. Sembra innamorata di Axel, con cui è stata in passato, ma quando si rende conto dei sentimenti di Pablo per lei comincia ad accorgersi di lui.
- Axel Pineiro, interpretato da Benjamìn Alfonso e doppiato da Maurizio Merluzzo. Capo della band con Coco, Santiago e Damiàn e fratello di Emi, con cui entra spesso in contrasto. Sapendo dell'attrazione di Tamara verso di lui, a volte gli piace fare il cascamorto, e scommetterà anche con Coco e Santiago di riuscire nell'intento di uscire con lei. Nonostante questo lato del suo carattere, però, in alcune occasioni sembra davvero innamorato della ragazza.
- Javier, interpretato da Pablo Arias e doppiato da Fabrizio Valezano. Nerd della scuola, è innamorato follemente di Giulietta.